# Джордж, Карл Эрнст
Карл Эрнст Джордж ( нем. Karl Ernst Georges;  26 декабря 1806,  Гота — 25 августа 1895, там же) – немецкий учёный, филолог-классик, лексикограф, педагог, профессор.

## Биография
Родился в семье придворного мастера-стекольщика. Учился в Академической гимназии, в 1828 году окончил Гёттингенский университет, в 1829 году – Лейпцигский университет. Ученик  Карла Отфрид Мюллера.
С 1828 года участвовал в пересмотре нового издания латино-немецкого словаря  Шеллера. Завершил работу над словарём в 1833 году. Осуществил 7-е издание «Lateinisch-deutsches Handwörterbuch» Шеллера , позже в одиночку подготовил 8-е и 9-е издания этого труда, которые он существенно улучшил. В 1830–1834 годах опубликовал Deutsch-lateinisches Handwörterbuch (6-е издание 1870 г.), в 1837 году опубликовал новое издание латинско-немецкого словаря под своим именем, в 1864–1865 годах –  Kleines lateinisch-deutsches und deutsch-lateinisches Handwörterbuch, а в 1876 г. – Lateinisch-deutsches Schulwörterbuch , которые выходили в нескольких изданиях. В 1863 году получил звание профессора.
Был принят в Йенский университет, где защитил докторскую диссертацию.
С 1839 по 1856 год работал старшим преподавателем в гимназиях в Готе. Из-за ухудшения зрения ушел с должности преподавателя и посвятил свое время лексикографической работе.